# میهو بوشکوویچ
میهو بوشکوویچ (انگلیسی: Miho Bošković؛ زادهٔ ۱۱ ژانویهٔ ۱۹۸۳) بازیکن واترپلو اهل کرواسی است.
وی در مسابقات کشوری و بین‌المللی در مجموع برندهٔ ۴ مدال طلا، ۲ مدال نقره، ۴ مدال برنز شده‌است.